# Steiner Béla (orvos)
Steiner Béla (Borossebes, 1893. november 3. – Budapest, 1972. április 27.) gyermekorvos, egyetemi tanár, az orvostudományok kandidátusa (1953).

## Élete
Steiner Sámuel és Klein Matild gyermekeként született zsidó családban. Középiskoláit Aradon végezte, majd Kolozsvárott és a Budapesti Tudományegyetemen folytatta tanulmányait, s utóbbin 1918-ban orvosi oklevelet szerzett. 1919-től a Bókay János által vezetett budapesti Gyermekklinika díjtalan gyakornoka, 1924-től tanársegédje volt. Időközben hat hónapot a berlini Charité Gyermekklinikán töltött Adalbert Czerny professzornál. 1930-ban kinevezték a Bródy Zsigmond és Adél Gyermekkórház rendelő-orvosává. Három évvel később a kórház belgyógyászati osztályának rendelő-főorvosa lett, az addigi rendelő-orvosi címének meghagyása mellett. 1946-ban a Pázmány Péter Tudományegyetem Orvostudományi karán a Csecsemő és gyermekkori tuberkulózis kór- és gyógytana című tárgykörből magántanári képesítést kapott. A háború után a Szabolcs-utcai Állami Kórház (1951-ig Pesti Izraelita Hitközség Kórháza) gyermekosztályának főorvosa lett. 1956-tól az Orvostovábbképző Intézet gyermekosztályán működött főorvosként, majd osztályvezetőként. 1960-tól egyetemi docens, 1964-től a II. sz. Gyermekgyógyászati Tanszékének tanszékvezető egyetemi tanár volt. Fertőző betegségekkel, koraszülött-ellátással, tobozmirigy-daganattal, kisgyermekkori meningitisszel, esszenciális tüdő- és hemosziderózissal foglalkozott. Tagja volt a Magyar Gyermekorvosok Társasága elnökségének.
Felesége Reinitz Ilona volt, Reinitz Maier és Rosenfeld Terézia lánya, akit 1925. február 25-én Budapesten vett nőül.

## Főbb művei
- Über den Zuckergehalt des liquor Cerebrospirnalis (Jahrbuch für Kinderheilkunde, 1923)

## Díjai, elismerései
- Munka Érdemrend arany fokozata (1969)
- Bókay János-emlékérem (1970)